# Saint-Amand-le-Petit
Saint-Amand-le-Petit é uma comuna francesa na região administrativa da Nova Aquitânia, no departamento de Alto Vienne. Estende-se por uma área de 15,31 km². Em 2010 a comuna tinha 116 habitantes (densidade: 7,6 hab./km²).